# Warnice (Powiat Pyrzycki)
Warnice (deutsch Warnitz) ist ein Dorf im Powiat Pyrzycki (Pyritzer Kreis) der polnischen Woiwodschaft Westpommern. Das Dorf ist der Verwaltungssitz der Gmina Warnice (Gemeinde Warnitz).

## Geographische Lage
Das Dorf liegt in Hinterpommern, etwa dreißig Kilometer südöstlich der Stadt Stettin und etwa zehn Kilometer südlich der Stadt Stargard (Stargard in Pommern). Die nächsten Nachbarorte sind im Westen Dębica (Damnitz), im Südwesten Reńsko (Schönbrunn) und im Südosten Barnim (Barnimskunow). Im Nordwesten liegt die Dorfwüstung von Burzykowo (Buslar).
Durch das Dorf führt die Woiwodschaftsstraße 106. Der Ort war unter der Bezeichnung Warnice-Dębica (Warnitz-Damnitz) Bahnstation der Polnischen Staatsbahn an der Bahnstrecke Stargard–Kozielice, die jetzt nur noch als Güterverkehrsstrecke betrieben wird.

## Geschichte

Warnitz südsüdöstlich des Stettiner Haffs und östlich des Madüsees (Madui Lacus) auf der Landkarte des Eilhard Lubinus von 1618 (Ausschnitt).

Im Jahre 1305 verkaufte Herzog Otto I. von Pommern dem Bischof Heinrich von Wachholz von Cammin das Dorf. Es führte damals den Ortsnamen Warnsik. Im Jahre 1523 erschien das Dorf als tho warnitze, im Jahre 1590 dann als Warnitz. Auf der Lubinschen Karte von 1618 ist der Ort ebenfalls als Warnitz verzeichnet.
Warnitz war ein altes Lehen der adligen Familie von Billerbeck. Ein Günter von Billerbeck stiftete 1490 eine Almosenrente für die Pfarrkirche.
Später war der Gutsbesitz an Warnitz in mehrere Anteile aufgeteilt. In Ludwig Wilhelm Brüggemanns Ausführlicher Beschreibung des gegenwärtigen Zustandes des Königlich-Preußischen Herzogtums Vor- und Hinterpommern (1784) wurde Warnitz unter den adeligen Gütern des Pyritzschen Kreises aufgeführt. Damals gab es in dem Dorf unter anderem sechs Vorwerke, also Gutsbetriebe, einen Prediger, einen Küster, fünf Bauern und eine Schmiede, insgesamt 42 Haushaltungen („Feuerstellen“). Ferner bestand eine Kirche. Damals war der Gutsbesitz in die sechs Anteile Warnitz (a) bis Warnitz (f) aufgeteilt. Angehörigen der Familie von Billerbeck gehörte damals nur der Anteil Warnitz (c), der freilich der größte war. Eigentümer war Richard von Billerbeck (1843–1890), seine Ehefrau war Louise Müller (1858–1940).
In Heinrich Berghaus’ Landbuch des Herzogtums Pommern (1868) erschien Warnitz unter den Ortschaften im ritterschaftlichen Kreise Pyritz als drei Rittergüter und zugleich Pfarrkirchdorf. Sechs Gutsanteile (Warnitz a bis Warnitz f) waren damals zu drei Rittergütern zusammengefasst. Daneben bestanden ein Gutsanteil Warnitz g ohne die Rechte eines Rittergutes sowie die Dorfschaft Warnitz. Warnitz zählte damals im 1. Rittergut 57 Einwohner, im 2. Rittergut 33 Einwohner und im 3. Rittergut 112 Einwohner sowie in der Dorfschaft 79 Einwohner, insgesamt also 281 Einwohner.
Im Jahre 1910 zählte der Gutsbezirk Warnitz A, E und G 57 Einwohner, der Gutsbezirk Warnitz B 27 Einwohner, der Gutsbezirk Warnitz C, D und F 192 Einwohner und die Landgemeinde Warnitz 45 Einwohner. Insgesamt lebten in Warnitz also 321 Einwohner. Später wurden die Gutsbezirke und die Gemeinde zusammengelegt und der benachbarte Gutsbezirk Buslar eingemeindet. 1914 gibt das Güter-Adreßbuch für die Provinz Pommern für die Warnitzer Rittergüter A, E und G, gesamt 202 ha, die E. Gaedke`schen Erben als Eigentümer an. Das Rittergut B hatte 112 ha und war im Besitz von Emil Schönfeld. Die Rittergüter C, D und F mit 403 ha gehörten der Familie von Billerbeck, hier der Witwe Louise von Billerbeck, Verwalter war G. A. Hoffmann als Gutsvorsteher.
Vor 1939 bestanden in Warnitz zwei Güter, das 200 ha Gut des Dr. Oskar Bahmann, und das 124 ha Gut von Frau Ruth Jantzen, in Pacht bei Bernhard Jantzen. Des Weiteren gab es den 273 ha Erbbauernhof des Dr. jur. Joachim von Billerbeck (1885–1960) sowie den Erbbauernhof von Arthur Wolsdorf, 61 ha groß. Das benachbarte Rittergut Buslar war größer, 682 ha, Eigentümer Regierungsrat a. D. Alfred Seidler.
Vor 1945 bildete Warnitz, wozu auch die beiden Wohnplätze Bahnhof Warnitz-Damnitz und Buslar zählten, eine Landgemeinde im Kreis Pyritz der preußischen Provinz Pommern. Im Jahre 1933 wurden in der Gemeinde 732 Einwohner gezählt, im Jahre 1939 nur noch 713 Einwohner.
Gegen Ende des Zweiten Weltkriegs besetzte im Frühjahr 1945 die Rote Armee die Region. Bald darauf wurde Warnitz zusammen mit ganz Hinterpommern unter polnische Verwaltung gestellt. Die deutsche Ortschaft Warnitz wurde in Warnice umbenannt. In der darauf folgenden Zeit wurden die Einwohner vertrieben.
Seit 1983 ist der Ort Sitz der nach ihm benannten Landgemeinde, die dem Powiat Pyrzycki innerhalb der Woiwodschaft Westpommern (bis 1998 Woiwodschaft Stettin) angegliedert ist.

## Einwohnerzahlen
| Jahr | Ein- wohner | Anmerkungen                               |
| ---- | ----------- | ----------------------------------------- |
| 1855 | 240         | [ 9 ]                                     |
| 1867 | 207         | [ 10 ]                                    |
| 1871 | 206         | sämtlich Evangelische                     |
| 1910 | 321         | [ 11 ]                                    |
| 1925 | 809         | davon 607 Evangelische und 202 Katholiken |
| 1933 | 732         | [ 13 ]                                    |
| 1939 | 713         | [ 13 ]                                    |

## Kirche

### Pfarrkirche
Die Warnitzer Kirche ist ein spätgotischer Findlingsbau. Fenster, Portale und Blenden sind mit Backstein eingefasst. Der Ostgiebel ist durch Spitz-, Rund- und Viertelkreisblenden gegliedert. Der Turm besaß vor 1945 einen schlanken, achteckigen Helm, heute hat er eine flache viereckige Kuppel.
Die Kanzel stammt aus dem Jahre 1620, aus dem gleichen Jahrhundert die achteckige, bemalte Taufe aus Eichenholz. Von einem spätgotischen Altarschrein sind die Schnitzfiguren der Maria, der Hl. Katharina und einer Mater Dolorosa erhalten. Nach Übernahme des Gotteshauses durch die katholische Kirche erhielt es den Namen Najświętszy Maryja Panna Matki Kościoła.

### Kirchengemeinde
Vor 1945 waren die Bewohner von Warnitz überwiegend evangelischer
Konfession. Warnitz war Pfarrsitz, die Kirchen in Streesen und Damnitz waren dem Kirchspiel eingegliedert. Es gehörte zum Kirchenkreis Werben im Westsprengel der Kirchenprovinz Pommern der Kirche der Altpreußischen Union. Das Kirchenpatronat oblag den Rittergutsbesitzerfamilien, zuletzt von Billerbeck, Gaedke und Schönsfeldt.
Seit 1945 leben überwiegend katholische Einwohner in Warnice. Der Ort ist wieder Pfarrsitz einer – nun allerdings katholischen – Pfarrei und gehört zum Dekanat Pyrzyce (Pyritz) im Erzbistum Stettin-Cammin der Katholischen Kirche in Polen. Evangelische Kirchenglieder werden vom Pfarramt in Stettin in der Diözese Breslau der Evangelisch-Augsburgischen Kirche in Polen betreut.

### Pfarrer bis 1945
1. Paul Beeseckow, 1576
2. Peter Crantz, 1584–1600
3. Martin Mollenbeck, 1600–?
4. Joachim Pagenkopf, 1651–1680
5. Samuel Jenticow, 1681–1716
6. Joachim Christian Jenticow (Sohn von 5.), 1717–1750[14]
7. Ernst Friedrich Havenstein, 1752–1764
8. Karl Justus Grantzin, 1765–1811
9. Karl Friedrich Wilhelm Neubauer, 1811–1835
10. Franz Joachim Gottlob Hartmann, 1836–1867
11. August Friedrich Ferdinand Zitzke, 1867–1895
12. Ernst Immanuel Robert Meyer, 1895–?
13. Gustav Trümpelmann, 1927–1945

## Persönlichkeiten: Söhne und Töchter des Ortes
- Heinrich Wilhelm von Billerbeck (1707–1775), preußischer Oberst und Chef des Husaren-Regiments Nr. 7, Erbherr auf Warnitz